# Oedipodrilus oedipus
Oedipodrilus oedipus är en ringmaskart som beskrevs av Holt 1967. Oedipodrilus oedipus ingår i släktet Oedipodrilus och familjen Cambarincolidae. Inga underarter finns listade i Catalogue of Life.